# Barcelona Connection
Barcelona Connection es una película española dirigida por Miguel Iglesias Bonns

## Argumento
Barcelona se ha convertido en el centro neurálgico de la Mafia en Europa. Asesinos, camellos, policías y jueces corruptos campean a sus anchas...
- Datos: Q618487